# North Herefordshire
Circonscription parlementaire de la Chambre des communes
La circonscription de North Herefordshire  est une circonscription située dans le Herefordshire et représentée à la Chambre des communes du Parlement britannique.

## Géographie
La circonscription comprend :
- Les villes de Leominster, Bromyard, Ledbury et Kington,
- Les villages et paroisses civiles de Stapleton, Birtley, Lingen, Kinsham, Combe Moor, Aymestrey, Lucton, Walford, Yatton, Burrington, Pipe Aston, Leinthall Starkes, Downton-on-the-Rock, Leintwardine, Elton, Middleton, Little Herefordshire, Middleton on the Hill, Bircher, Luston, Yarpole, Eyton, Risbury, Ivington, Monkland, Kingsland, Stretford, Pembridge, Bearwood, Holme Marsh, Titley, Woonton, Eardisley, Almeley, Brilley, Norton Canon, Yarsop, Yazor, Byford, Bridge Sollers, Kenchester, Upper Breinton, Brinsop, Burghill, Stretton Sugwas, Swainshill, Moreton-on-Lugg, Wellington, Pipe and Lyde, Holmer and Shelwick, Westhide, Ocle Pychard, Withington, Preston Wynne, Burley Gate, Yarkhill, Lugwardine, Hagley, Much Cowarne, Moreton Jeffries, Hampton Bishop, Tarrington, Mordiford, Aylton, Pen-allt, King's Caple, Hole-in-the-Wall, Foy, How Caple, Much Marcle, Rushall, Brampton Abbotts, Upton Bishop, Eastnor, Wellington Heath, Colwall, Colwall Green et Mathon

## Députés
Les Members of Parliament (MPs) de la circonscription sont :
| Législature                             | Années       | Député | Député      | Parti        |
| --------------------------------------- | ------------ | ------ | ----------- | ------------ |
| North Herefordshire issue de Leominster |              |        |             |              |
| 55e                                     | 2010–2015    |        | Bill Wiggin | Conservateur |
| 56e                                     | 2015–2017    |        | Bill Wiggin | Conservateur |
| 57e                                     | 2017–2019    |        | Bill Wiggin | Conservateur |
| 58e                                     | 2019–Présent |        | Bill Wiggin | Conservateur |

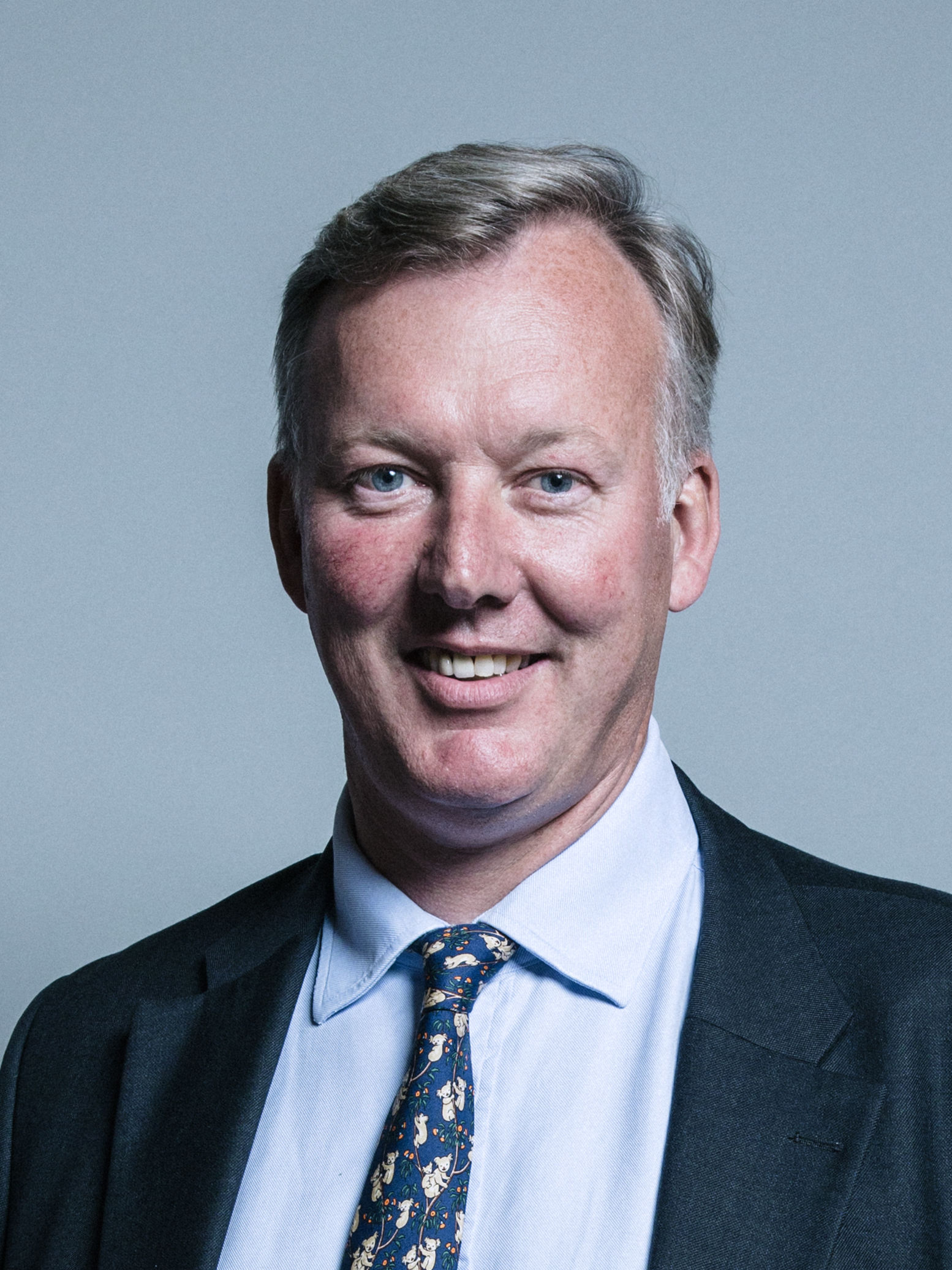
Bill Wiggin (2010-Présent)

## Résultats électoraux
| Parti politique         | Parti politique         | Nom                     | Voix   | %       | ±%   | Maj.   |
| ----------------------- | ----------------------- | ----------------------- | ------ | ------- | ---- | ------ |
|                         | Conservateur            | Bill Wiggin (sortant)   | 32 158 | 63,01 % | 1    | 24 856 |
|                         | Libéraux-démocrates     | Phillip Howells         | 7 302  | 14,31 % | 2,6  |        |
|                         | Travailliste            | Joe Wood                | 6 804  | 13,33 % | −5,6 |        |
|                         | Vert                    | Ellie Chowns            | 4 769  | 9,34 %  | 3,8  |        |
| Total des votes valides | Total des votes valides | Total des votes valides | 51 033 | 100 %   |      |        |
| Électeurs inscrits      | Électeurs inscrits      | Électeurs inscrits      | 70 252 |         |      |        |